# 1450년대
1450년대는 1450년부터 1459년까지를 가리킨다.